# Chumbes fyr
Chumbes fyr (swahili: Mnara wa Taa wa Chumbe) är en fyr 
på ön Chumbe mellan Tanzania och Zanzibar som byggdes av korallsten år 1904 medan Zanzibar var ett sultanat under 
brittiskt protektorat.
Fyren är 34 meter hög och lanterninen är försedd med en Fresnel-lins av fjärde ordningen. Fyrapparaten avger en vit blixt var elfte sekund och lysvidden är 16 sjömil. En hydda för fyrvaktarna och en moské har byggts i närheten av fyren. Det är 131 trappsteg upp till lanterninen.
År 1926 konverterades fyrapparaten  till en AGA-fyr och den 13 mars 
1926 invigdes den ombyggda fyren av sultan Sayyid Khalifa ibn Harub. Den avbemannade fyren förföll successivt, men reparerades delvis på 1990-talet av det privata företaget Chumbe Island Coral Park som hyrt ön. 
Företaget har omvandlat området runt ön till en marin park med skog och ett skyddat korallrev. Sju stugor har byggts på ön och fyrvaktarbostaden har byggts om till restaurang och museum.
År 2002 reparerades fyren och målades vit med norsk hjälp.
Fyrplatsen är öppen och fyren kan besökas med guide.